# Duo pour un pianiste
Pour les articles homonymes, voir esquisse (homonymie).
Duo pour un pianiste (ou Huit esquisses en duo pour un pianiste) est une œuvre mixte du compositeur français Jean-Claude Risset composée et créé en 1989.

## Structure
La pièce se divise en 8 parties qui peuvent être jouées séparément :
- Double
- Miroirs
- Extensions
- Fractals
- Agrandissements
- Métronomes
- Up-down
- Résonances

## Technique
La pièce doit être jouée par un pianiste sur un piano Yamaha interactif (Disklavier) . Le logiciel utilisé pour cette œuvre est Max/MSP.